# 琳恩·比延多洛
琳恩·威廉斯·比延多洛（英語：Lynn Williams Biyendolo，1993年5月21日—），本姓威廉斯，是美国職業女子足球运动员，司職前鋒，現役國家女子足球聯賽球隊西雅圖君主。她曾代表美國國家女子足球隊参加2020年夏季奥林匹克运动会足球比赛並获得一枚铜牌。2023年，比延多洛在NWSL冠軍賽為紐澤西/紐約高譚打入致勝球，幫助球隊奪下首座聯賽冠軍。

## 個人生活
威廉斯於2024年12月8日與籃球員馬利·比延多洛（Marley Biyendolo）結婚，她在2025年轉會至西雅圖君主後開始用比延多洛作為球衣名稱。

## 外部連結
- 琳恩·比延多洛在國家女子足球聯賽
- 琳恩·威廉斯的西紐約快閃頁面的存檔，存档日期2017-07-02.
- 琳恩·威廉斯 （页面存档备份，存于）的佩珀代因波浪頁面
- 琳恩·威廉斯 （页面存档备份，存于）的高譚FC頁面
- Soccerway資料庫：琳恩·比延多洛
- 琳恩·比延多洛的X（前Twitter）